# Tom Barker
Tom Barker (* 3. Juni 1887 in Crossthwaite, Westmorland, Großbritannien; † 2. April 1970 in London) war ein Gewerkschafter der internationalen Industrial Workers of the World und Politiker in Neuseeland und Australien.

## Biografie
Er war das älteste Kind des Farmarbeiters Thomas Grainger Barker und seiner Ehefrau Sarah, geborene Trotter. Als Junge arbeitete er auf der Farm bis ins Alter von 11 Jahren und anschließend in einer Melkerei, bis er 14 Jahre alt war. Anschließend ging er nach Liverpool und 1905 zum Militär, zur Kavallerie. Wegen gesundheitlicher Probleme mit seinem Herzen verließ er die Armee und arbeitete in Liverpool bei der Eisenbahn. 1909 emigrierte er nach Neuseeland und arbeitete in Auckland als Schaffner in der Straßenbahn.
Er heiratete Bertha Isaakovna, eine in Polen geborene Balletttänzerin.

## Politik

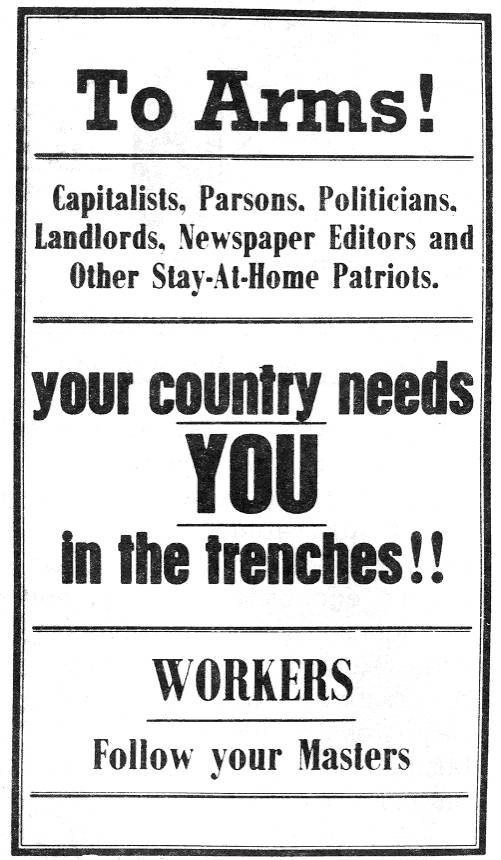
Antikriegsplakat der IWW von 1916

### Neuseeland
In Neuseeland wurde er ein aktiver Gewerkschafter und Sekretär der New Zealand Socialist Party. 1913 nahm er Einfluss auf die politische Ausrichtung der Industrial Workers of the World (IWW) für eine sozialistische Perspektive. 1913 leitete der für den IWW den Auckland General Strike und in Wellington wurde er wegen Verschwörung im Jahre 1913 inhaftiert.

### Australien
Anfang 1914 ging er nach Sydney und bekleidete den Posten eines Redakteurs der IWW-Zeitschrift Direkt Action. Dort trat er für die Rechte schwarzer Arbeiter und setzte sich für gleiche Löhne für Schwarze und für Frauen ein. 1915 wurde er zu einer 12-monatigen Gefängnishaft wegen Verschwörung verurteilt und nach einer öffentlichen Kampagne im März 1916 entlassen. Die Worte, die Barker nach seiner Verhaftung sprach, sollen gewesen sein: „For every day that Tom Barker is in gaol it will cost the capitalist class £10,000.“ (Jeder Tag an dem Tom Barker einsaß, wird die Kapitalistenklasse £10,000 kosten.)
Im Jahre 1916 hatte sich die Kriegsbegeisterung der australischen Gesellschaft gelegt, sie war tief gespalten und das politische Leben war durch die Auseinandersetzung über die Wehrpflicht, die Antikriegsbewegung "NO" und durch politische Behinderungen und Verhaftungen von Gewerkschaftern als Verschwörer geprägt. Zu dieser Zeit spielte die Politik des australischen Premierminister Billy Hughes eine wesentliche Rolle, damals ein Mitglied der Australian Labor Party, die ihn später wegen seiner rechtskonservativen Politik ausschloss, woraufhin er die Nationalist Party gründete, um weiter regieren zu können.
Barker setzte sich für zwölf verhaftete Gewerkschafter der IWW, die so genannten Sydney Twelve ein, die wegen Verschwörung angeklagt wurden. Denn die Gewerkschafter waren nach dem Gesetzesakt Unlawful Associations Act (1916), der auf Initiative der Hughes-Regierung im Dezember 1916 vom Bundesparlament verabschiedet wurde, als IWW-Mitglieder Mitglieder einer verschwörerischen Organisation. Barker wird die Verbreitung und Entwurf des in Australien berühmten Anti-Kriegs- und Anti-Verschwörungsplakats zugeschrieben: TO ARMS!! Capitalists, Parsons, Politicians, Landlords, Newspaper Editors, and Other Stay-at-Home Patriots. Your Country Needs You in the Trenches! Workers, Follow Your Masters!. Ein anderes Plakat, das auf ihn zurückgeht und von ihm verbreitet wurde, zeigt einen auf einer fahrbaren Kanone gekreuzigten Soldaten, während Mr. Fat sein Glas mit Kriegsprofiten füllt. Dieses Plakat war der Anlass zu seiner Verhaftung und der Verhängung einer Gefängnisstrafe. Als er 1918 entlassen wurde, erfolgte seine Ausweisung nach Chile.

### Weitere Länder
In Chile und Argentinien organisierte er Seeleute gewerkschaftlich in Streiks. Für die Sowjetunion und deren für das Kuzbass-Projekt warb er Techniker in den USA bis 1926 an. Später arbeitete er für eine sowjetische Ölgesellschaft. 1930 bis 1931 kam er nach Australien zurück und ging anschließend nach London, wo er als Angestellter eines Elektro-Strom-Unternehmens arbeitete. Er trat in Großbritannien in die Labour Party ein und wurde in den Stadtrat von St Pancras Borough gewählt. Dort soll er bis zum heutigen Tage bekannt sein, weil er als Bürgermeister am 1. Mai eine rote Fahne gehisst habe.
Er blieb bis an sein Lebensende politisch aktiv und verstarb 1970 in London im Alter von 83 Jahren.

## Arbeiterkultur
Sein Name ist in das Liedgut der Arbeiterbewegung eingegangen. In dem Lied Fan the Flames of Discontent, das von Andy Irvine gesungen wurde, wird auf das Leben und auf das politische Wirken von Tom Barker detailliert eingegangen.